# Бруханя Вас
Бруханя Вас (словен. Bruhanja vas) — поселення в общині Добреполє, Осреднєсловенський регіон, Словенія. 
Висота над рівнем моря: 435,4 м.